# Редліх Генріх Самуїлович
Генріх Самуїлович Редліх (1840—1884) — польський художник та гравер; академік гравірування ІАХ.

## Життєпис

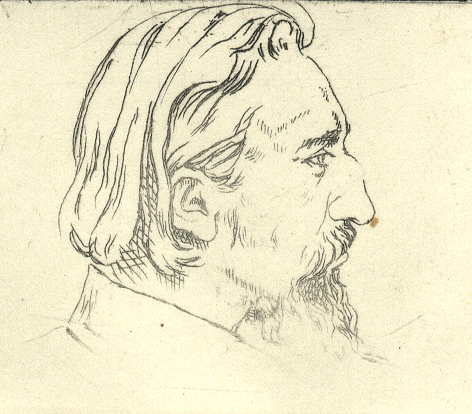
Автопортрет Генрика Редліха, 1884 рік

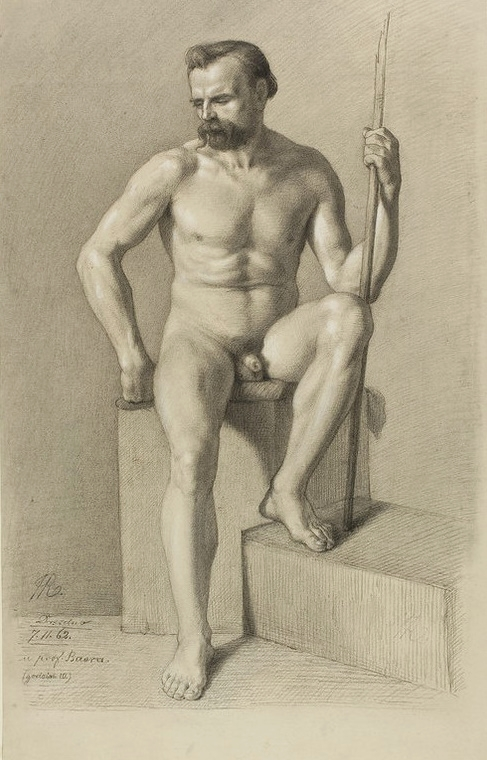
Одна з робіт Генріха Редліха

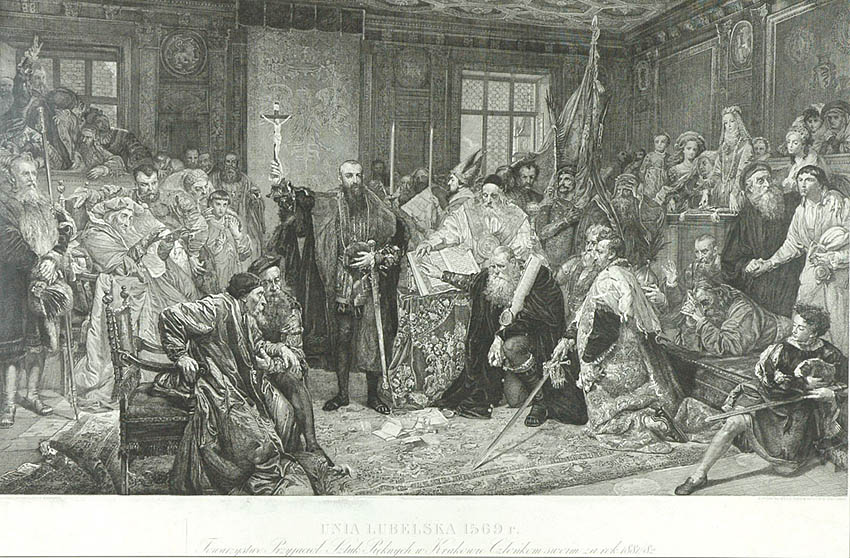
Генрик Редліх, гравюра «Зигмунт Август з Любліни 1569 року» за картиною Яна Матейка «Люблінська унія»

Генріх Редліх народився 8 серпня 1838 року в місті Лаську поблизу Варшави в єврейській родині. Початкову освіту здобув у Бреславлі, потім, протягом двох років, працював у закладі одного літографа .
Після цього він п'ять років вивчав портретний і побутовий живопис і частково гравірування — у Варшавській художній школі. Отримавши тут, в 1861 році, нагороду за гравюру, він поїхав до Дрездена та Мюнхена, де працював під керівництвом Юліуса Тетера .
З 1866 по 1873 рік Генріх Самуїлович Редліх жив у Відні, а потім оселився у Варшаві, звідки переїхав до Берліна лише незадовго перед смертю. За роботи, що знаходилися на Паризькій всесвітній виставці 1878 року, він отримав велику золоту медаль і орден Почесного Легіону, а в 1876 році був удостоєний Санкт-Петербурзької імператорською академією мистецтв звання академіка гравірування. На полотнах він писав портрети та альпійські краєвиди .
Генріх Самуїлович Редліх помер у листопаді 1884 року на 48-му році життя в місті Берліні .
З гравюр Редліха найвідоміші: Мадонна Темпі, з Рафаеля; «Вступ польського війська в Гартгузен в 1659 році», з І. Брандта; «Проповідь Петра Скарги перед царем Сигізмундом III», від Матейка; «Коперник, що викладає свою систему світу в присутності вчених», з В. Герсона (1876); Люблінська унія, з Матейком (1876); портрет Івана Тургенєва; портрет Краєвського; портрет Замойського (1878) .